# Castilleja virgata
Castilleja virgata är en snyltrotsväxtart som beskrevs av Joseph Dombey och Weddell. Castilleja virgata ingår i släktet målarborstar, och familjen snyltrotsväxter. Inga underarter finns listade i Catalogue of Life.